# San Bernardo (película)
San Bernardo es una película española, dirigida por Joan Potau y estrenada en el año 2000.

## Argumento
Miguel es un muchacho atractivo, con un buen trabajo como broker y sin problemas para ligar. Pero no encuentra sentido a lo que hace. 
Un día cuelga la corbata y decide dedicar su vida a los demás. Tras un periplo por ONG dedicadas a todo tipo de ayudas, y tras una traumática experiencia como ayudante en una ambulancia, es acogido con los brazos abiertos en una de ellas para que, en un principio, se dedique a empaquetar café. Pero su deseo de hacer algo por los demás no se ve cumplido, hasta que un día por azar conoce a Fina, una muchacha coja, a la que hará la mujer más feliz del mundo. Y de nuevo el azar moverá sus hilos y se encontrará con Gloria, una chica gorda a la que Miguel también se empeña en hacer feliz. Y manteniendo una relación con las dos se cruza en un bar con Dori, a la que un chico acaba de rechazar por considerarla muy fea. Así que con la locura de tres relaciones a la vez Manuel cree haber descubierto un sistema de ayuda humanitaria personalizada, revolucionaria y genial. 
Todo marcha alocadamente viento en popa hasta que conoce a Claudia, guapísima e inteligente que cae rendida a los pies de Manuel. Pero, aunque Manuel queda hechizado, la bella Claudia no responde al perfil de mujer que se adapte a su novedosa ONG. Manuel piensa que si abandona a las tres chicas las hará sufrir , lo que va en contra de sus principios, pero también sabe que si no lo hace nunca podrá ser feliz con Claudia...

## Reparto
| Intérprete           | Personaje        |
| -------------------- | ---------------- |
| Alberto San Juan     | Miguel           |
| Patricia Velasquez   | Claudia          |
| Ana Risueño          | Fina             |
| Lina Mira            | Dori             |
| Antonio de la Torre  | Voluntario       |
| Rubén Ochandiano     | Voluntario       |
| Christopher Thompson | Didier           |
| Balbina del Rosario  | Gloria           |
| Emilio Marco         | Miembro ONG      |
| Yolanda Sala         | Aspirante ONG    |
| Almudena Madera      | Chica mona       |
| Gabriel Moreno       | Amigo            |
| Lucía del Río        | Invitada         |
| Diego Mas            | Invitado         |
| Carme Elias          | Mujer ONG        |
| Marta Belenguer      | Camarera Burguer |
| Miquel García Borda  | Amigo            |
| Antonio Bazaga       | Cooperante       |
| Vicky Muñoz          | Chica fiesta     |
| Carlos Martín        | Chico fiesta     |
| Pepe Huertado        | Camarero         |
| José María Sacristán | Camarero         |
| María Vázquez        | Recepcionista    |
| Diego París          | Invitado fiesta  |
| Jorge Casalduero     |                  |